# أجهزة فريكنج
أجهزة فريكنج هي أجهزة تستخدم بواسطة قراصنة الهاتف لتنفيذ العديد من الوظائف المحظورة على الموظفين والمشغلين داخل شركات الهاتف.

## وصلات خارجية
- Glossary of 'box' terms
- The Definitive Guide to Phreak Boxes This is the list that was published on 2600: The Hacker Quarterly, Volume 19 Number 1 (Spring 2002 issue), page 15, on the author's website (ElfQrin.com).